# Liste der Einträge im National Register of Historic Places im Marion County (Texas)
Die Liste der Registered Historic Places im Marion County führt alle Bauwerke und historischen Stätten im texanischen Marion County auf, die in das National Register of Historic Places aufgenommen wurden.

## Aktuelle Einträge
| Lfd. Nr. | Name im NRHP                             | Bild | Datum der Eintragung | Adresse/Lage                                                   | Ort       | NRHP-ID  | Beschreibung |
| -------- | ---------------------------------------- | ---- | -------------------- | -------------------------------------------------------------- | --------- | -------- | ------------ |
| 1        | Alley-Carlson House                      |      | 28. Okt. 1969        | 501 Walker St.                                                 | Jefferson | 69000206 |              |
| 2        | Birge-Beard House                        |      | 25. Aug. 1970        | 212 N. Vale St.                                                | Jefferson | 70000754 |              |
| 3        | Capt. William E. Singleton House         |      | 25. Aug. 1970        | 204 N. Soda St.                                                | Jefferson | 70000757 |              |
| 4        | Capt. William Perry House                |      | 25. Aug. 1970        | NW corner of Walnut and Clarksville Sts.                       | Jefferson | 70000755 |              |
| 5        | Epperson-McNutt House                    |      | 28. Okt. 1969        | 409 S. Alley St.                                               | Jefferson | 69000207 |              |
| 6        | Excelsior Hotel                          |      | 28. Okt. 1969        | Austin St., between Market and Vale Sts.                       | Jefferson | 69000208 |              |
| 7        | Freeman Plantation House                 |      | 25. Nov. 1969        | 0.8 mi. W of Jefferson on TX 49                                | Jefferson | 69000209 |              |
| 8        | Hodge-Taylor House                       |      | 21. März 1997        | Approximately 1 mi. SW of jct. of US 59 and TX 49, W.          | Jefferson | 97000259 |              |
| 9        | Jefferson Historic District              |      | 31. März 1971        | Roughly bounded by Owens, Dixon, Walnut, Camp, and Taylor Sts. | Jefferson | 71000949 |              |
| 10       | Jefferson Ordnance Magazine              |      | 17. Feb. 1995        | 0.3 mi. NE of US 59B crossing of Big Cypress Bayou             | Jefferson | 95000102 |              |
| 11       | Jefferson Playhouse                      |      | 28. Okt. 1969        | NW corner of Market and Henderson Sts.                         | Jefferson | 69000374 |              |
| 12       | Old U.S. Post Office and Courts Building |      | 28. Okt. 1969        | 223 Austin St.                                                 | Jefferson | 69000210 |              |
| 13       | Perry M. Woods House                     |      | 31. März 1971        | 502 Walker St.                                                 | Jefferson | 71000953 |              |
| 14       | Planters Bank Building                   |      | 11. März 1971        | 224 E. Austin St.                                              | Jefferson | 71000952 |              |
| 15       | Presbyterian Manse                       |      | 28. Okt. 1969        | NE corner of Alley and Delta Sts.                              | Jefferson | 69000211 |              |
| 16       | Sedberry House                           |      | 25. Aug. 1970        | 211 N. Market St.                                              | Jefferson | 70000756 |              |
| 17       | Stilley-Young House                      |      | 28. Sep. 2005        | 405 Moseley St.                                                | Jefferson | 05001105 |              |
| 18       | The Magnolias                            |      | 31. März 1971        | 209 E. Broadway                                                | Jefferson | 71000951 |              |